# رود کمپندیای
رود کمپندیای (روسی: Кемпендяй) یک رودخانه در استان یاقوتستان کشور روسیه است.